# Michael Kenney
Michael Kenney (nascido em 13 de agosto de 1953, Califórnia) é um tecladista americano que acompanha a banda Iron Maiden em suas apresentações ao vivo, além de ser o técnico que cuida do baixo elétrico do integrante da mesma banda, Steve Harris. Seu trabalho pode ser ouvido nos álbuns de estúdio Seventh Son of a Seventh Son, No Prayer for the Dying, Fear of the Dark, The X Factor, Virtual XI, nos álbuns ao vivo Live at Donington, A Real Live One, A Real Dead One, Rock in Rio, Death on the Road e nos DVDs Maiden England, Donington, Rock in Rio e Death on the Road. Kenney estava fantasiado de Eddie no primeiro vídeo do Maiden, Women in Uniform. Embora não tenha mais participado das gravações a partir de Brave New World – Steve Harris o faz desde então – Kenney continua tocando nos espetáculos ao vivo junto à banda.
Ele também aparece como tecladista convidado no DVD Route 666 dos The Iron Maidens, o "Único Tributo Feminino Mundial para o Iron Maiden". Apesar de aparecer em alguns dos álbuns do Maiden, Michael Kenney não é considerando oficialmente como um dos integrantes da banda, apenas contribui com seu trabalho.

## Discografia

### Iron Maiden
- Seventh Son of a Seventh Son (1988)
- Maiden England (1988)
- No Prayer for the Dying (1990)
- Fear of the Dark (1993)
- Live at Donington (1993)
- A Real Live One (1993)
- A Real Dead One (1993)
- The X Factor (1995)
- Virtual XI (1998)
- Rock in Rio (2001)
- Death on the Road (2005)
- Flight 666 - The Original Soundtrack‎ (2009)
- Maiden England '88 (2013)

### The Iron Maidens
- The Iron Maidens: World's Only Female Tribute to Iron Maiden (2006 lançamento japonês)
  - "Seventh Son of a Seventh Son" (ao vivo)
- Route 666 (2007)
  - DVD